# Maurice Chalhoub
Pour les articles homonymes, voir Chalhoub et Mareil.
Adolphe Maurice Georges Chalhoub, né le 24 mai 1884 à Marseille et mort le 6 février 1916 à Étampes, est un avocat, écrivain (sous le nom de plume Maurice Mareil) et auteur-compositeur français.

## Biographie

### Famille

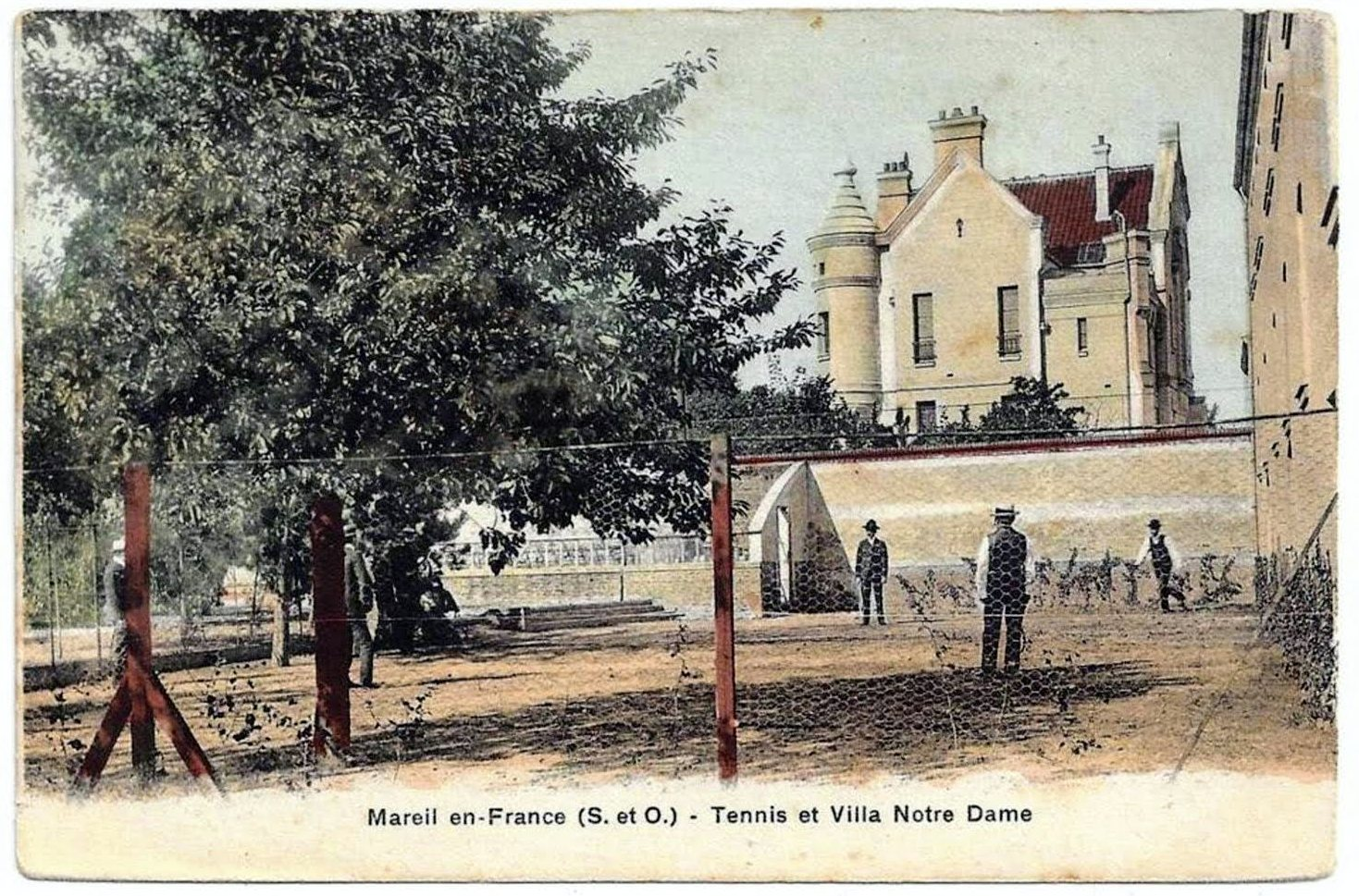
Villa Notre Dame et tennis appartenant à Eugène Chalhoub jusqu'à 1929 à Mareil-en-France.

Du côté paternel, Maurice Chalhoub est issu d'une famille d'Alep (Syrie ottomane). Chrétiens d'Orient qui fuient les persécutions ottomanes de 1850, la famille Chalhoub s'installe au Caire ou ils sont négociants. Eugène Chalhoub, son père, commence une carrière de banquier à Marseille puis à Paris. Il dirige la Société française du crédit,. Il se marie en 1883 dans la cité phocéenne à Marie Lucile Chancenotte. Les Chancenotte sont originaires de la commune de Jallerange. Le père et le grand-père de Marie Lucile sont tous deux chevaliers de la Légion d'honneur. Antoine Chancenotte, le grand-père, participe aux campagnes du Premier empire,. C'est à l'occasion du mariage en 1892, entre Sélim Chalhoub (oncle de Maurice) et Marthe Journès que Maurice Chalhoub, âgé de 8 ans rencontre Lucie Cousturier. Eugène Chalhoub est parrain du marié, son frère, tandis que celui de la mariée est Casimir Brû, le père de Lucie Cousturier et cousin germain de Marie Journès (née Brû), la mère de Marthe.

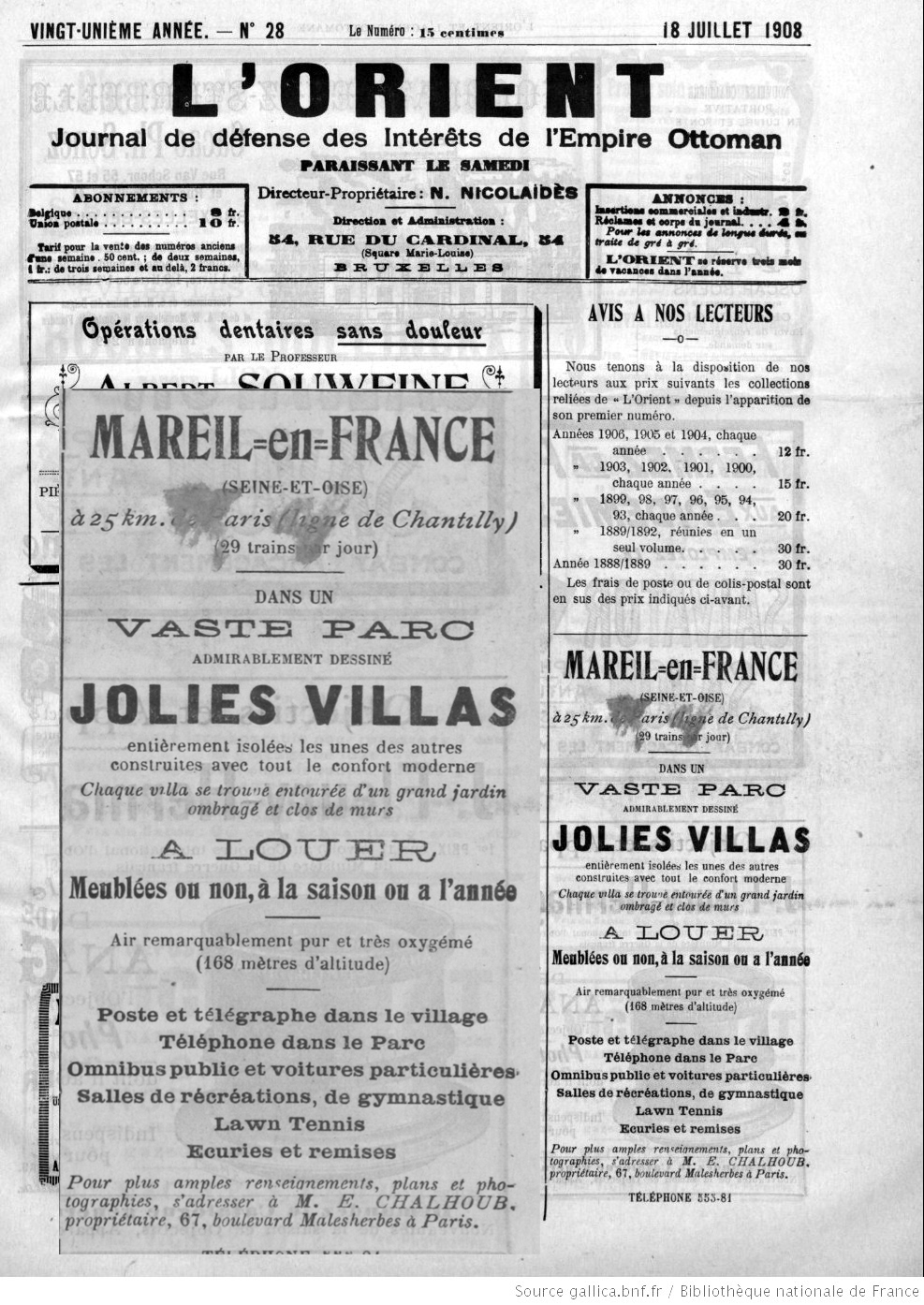
Villa de E Chalhoub à Mareil

Eugène Chalhoub fait construire de 1895 à 1904 un ensemble de villas, au lieu-dit « La Fabrique » à Mareil-en-France. On y trouve la villa Notre-Dame entourée de quatre autres maisons. Eugène y aménage théâtre, tennis, gymnase, écuries et un parc paysager avec reproduction de la grotte de Lourdes. En 1901, Maurice Chalhoub dirige une troupe d'amateurs qui joue deux pièces suivies d'une réception avec bal costumé.  Eugène Chalhoub décède à Mareil le 22 février 1929. 
Le 30 juin 1913, Maurice Chalhoub  se marie avec Suzanne Ellen Belin à Paris 8e,. Le père de Suzanne, François-Xavier-René Belin, est un chirurgien reconnu, inventeur de divers instruments spéciaux de chirurgie, auteur de nombreuses publications et fondateur de l'hôpital privé Cloquet à Levallois-Perret,. René Belin décède en 1908 à Paris. Son cousin germain, Édouard Belin est « inventeur de procédés télégraphiques et téléphotographiques » et grand officier de la Légion d’honneur, on le désigne comme « père de la TV française »,.
Suzanne et Maurice Chalhoub ont deux enfants, Sylvie Lucie (1914 - 1999) et Christian Elie (1915 - 2005). Tous deux sont déclarés pupilles de la nation par jugement du 22 août 1918, conséquence du décès de leur père en 1916.

### Carrière littéraire

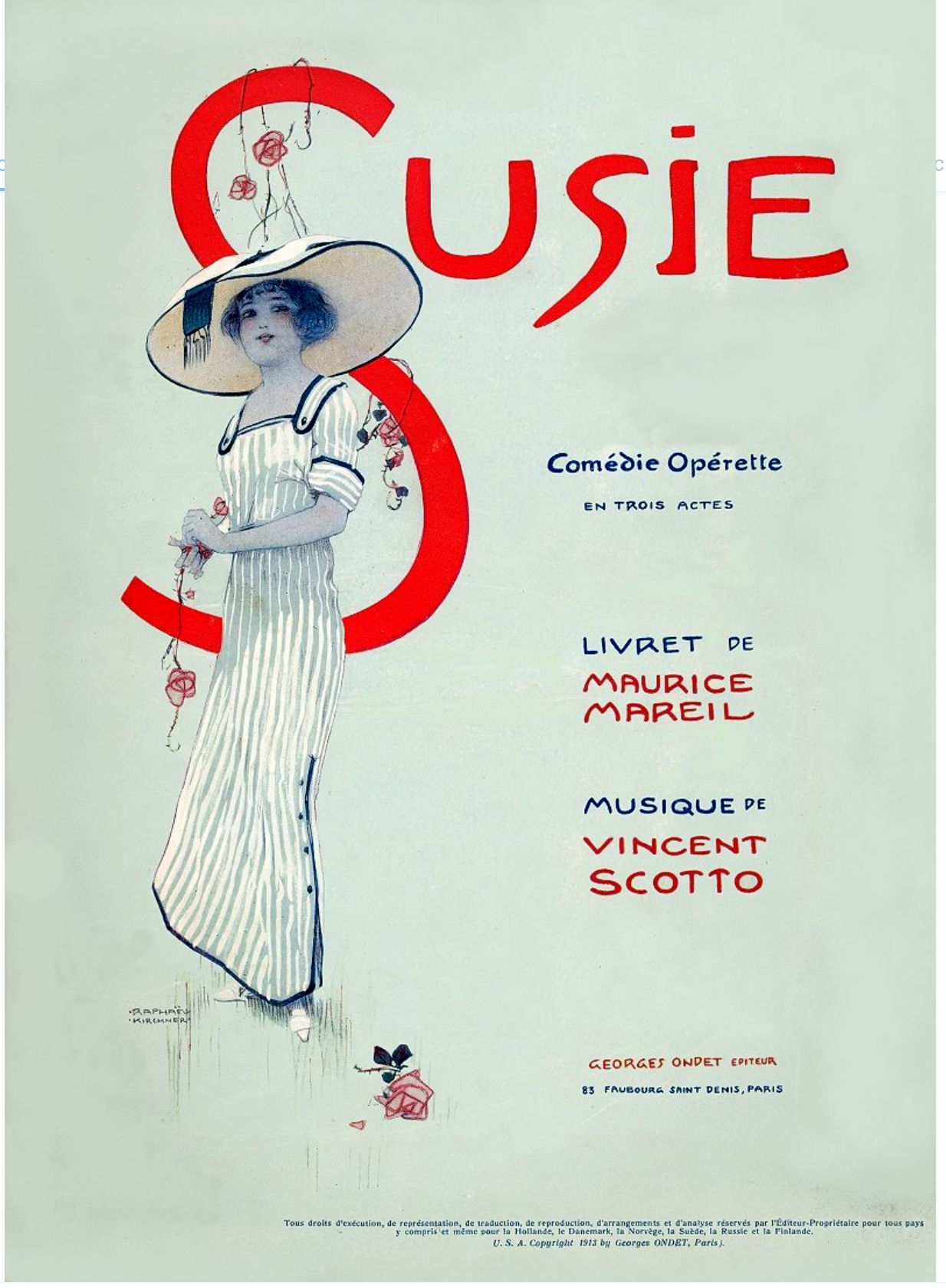
Affiche de la comédie opérette Susie de 1912 de Maurice Mareil avec la musique de Vincent Scotto.

Maurice Chalhoub fait des études de droit à Paris . Il se déclare avocat et écrivain, il habite avec ses parents au 55 avenue des Champs-Élysées .
Quand il décide de se lancer dans l'écriture, il prend le pseudonyme « Maurice Mareil », en hommage à son village d'origine.
Homme de lettres, Maurice Chalhoub est l'auteur de Mytilène, Ile d'amour (1910), Susie (comédie opérette de 1912, musique de Vincent Scotto) et La Chanson d'amour du khalife inconnu (conte, musique d'Albert Wolff),,. La revue Comœdia fait une critique très élogieuse de Susie jouée au Théâtre-Français à Bordeaux le 11 avril 1913.
Il fait paraître en 1910 le livre La Finlande, un livre consacré à l'étude du pays pour donner à un large public un point de vue géographique, historique, politique, économique, artistique et littéraire de la Finlande.  Les récits de la vie populaire finlandaise, les coutumes, les descriptions des provinces, les reproductions des tableaux de maîtres finlandais et des arts architectural et décoratif y sont décrits. La question à cette époque de la réunion de la Finlande à la Russie et de la constitution y est traitée. Son livre reçoit le prix Montyon de l'Académie Française en 1916. Il est édité par la revue La Scandinavie dont Chalhoub est le directeur.

### Carrière militaire et décès

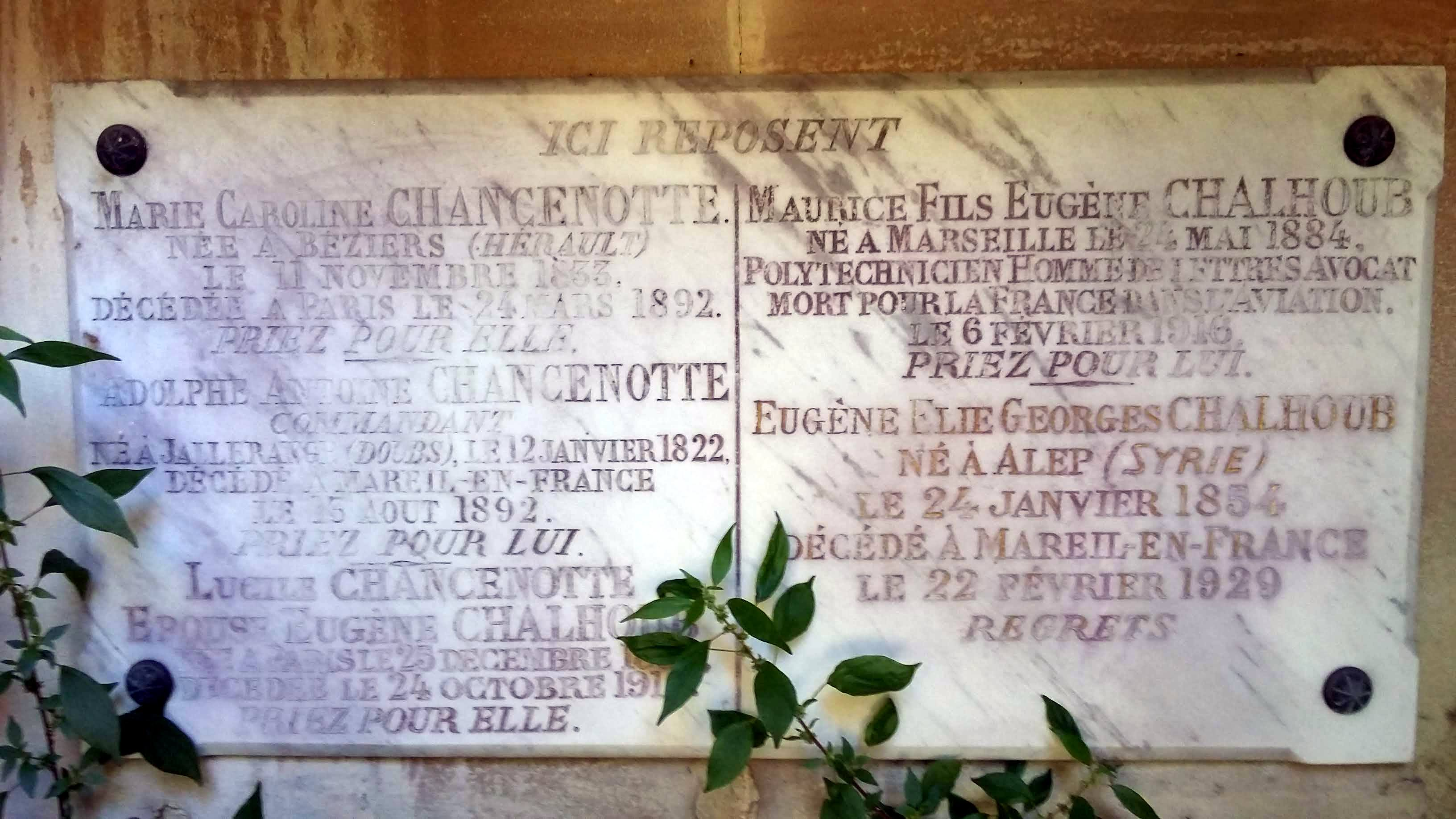
Plaque tombale de la famille Chalhoub à Mareil en France.

À la suite de la mobilisation générale de 1914, Chalhoub arrive au corps le 3 août et décide de s'engager dans l'aviation. Le Monde illustré de juin 1916 raconte : « Quand tout récemment les zeppelins sont venus sur Paris, Maurice écrivait à un de ses amis qu'il voudrait être désigné pour la défense de notre capitale et qu'il considérerait comme un bonheur suprême de pouvoir devenir un instrument de châtiment pour les pirates de l'air. »
Après être passé au premier groupe d'aviation à Dijon, il arrive comme élève pilote le 31 août 1915 à l'École d'aviation militaire d'Étampes. Alors que l'aviation en est à ses débuts en 1914, les militaires y trouvent de l'intérêt pour la reconnaissance aérienne et les bombardiers. Chalhoub meurt accidentellement en service, le 6 février 1916, à la suite de la chute de son avion de 2 400 m lors de sa dernière phase de pilotage à l'épreuve de hauteur.
Dans le no 13 de Mémoires(s) d'Étampes (2017) on peut lire : « Les obsèques de Maurice Chalhoub ont eu lieu mardi dernier après-midi au milieu d'une nombreuse affluence, les Honneurs militaires étaient rendus par une section d'ouvriers de l'aviation et un détachement de territoriaux de la garde des prisonniers. Cérémonie religieuse qui avait lieu en l'église Notre-Dame, jamais chants religieux, jamais accords des orgues de notre vieille cathédrale n'exprime mieux la douleur. Albert Wolff, avec tout son talent, tout son cœur, pleurait son collaborateur et ami. »

## Hommages

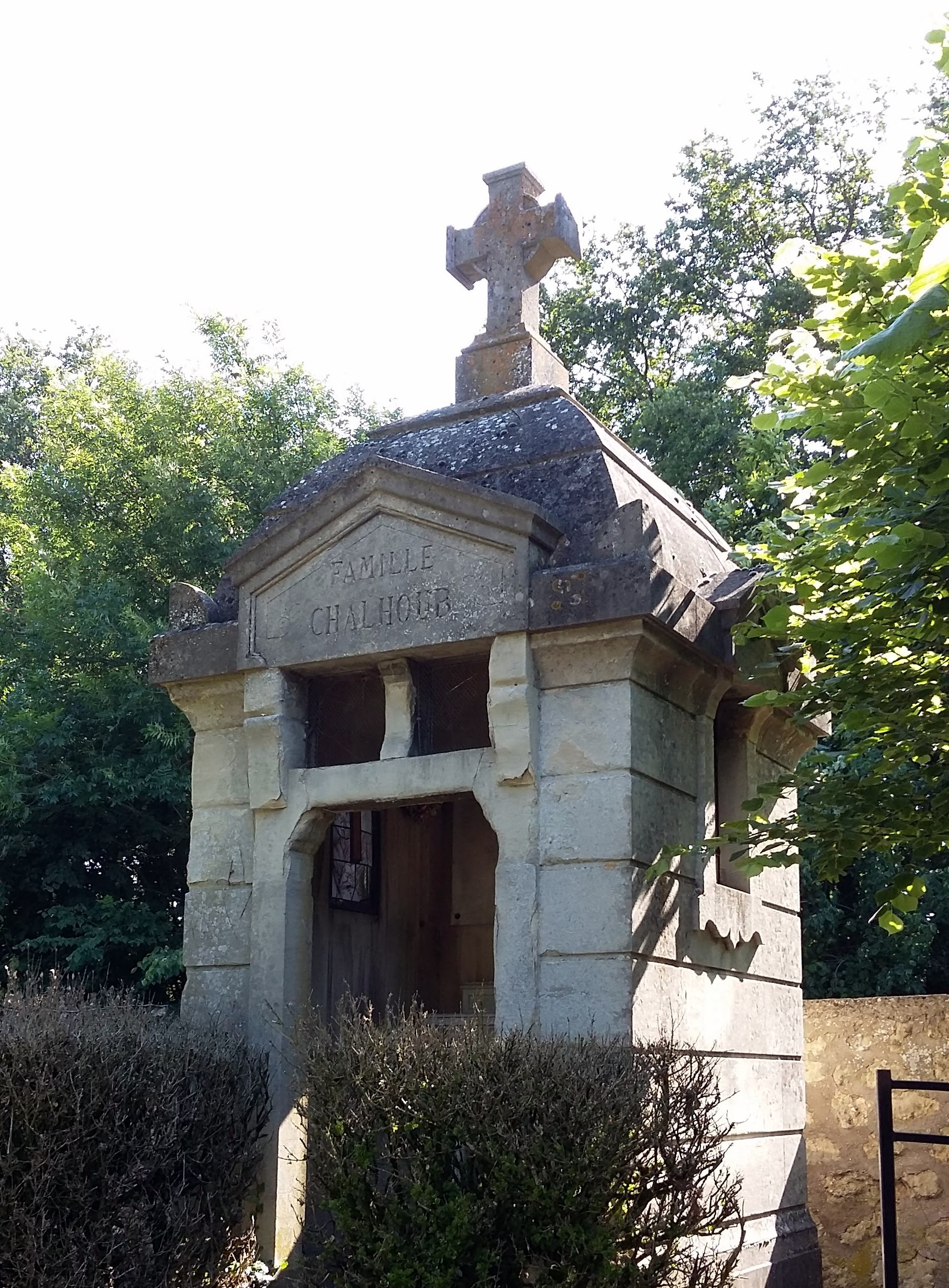
Chapelle mortuaire de la famille Chalhoub à Mareil-en-France.

Vincent Scotto et Suzanne Belin Chalhoub créent à Paris le 28 décembre 1931 une comédie en quatre actes, Tant que ça brille, sur un livret de Maurice Mareil et une musique de Scotto.